# Hack The Web
Hack The Web ist ein Rätselspiel für den Informatikunterricht, welches durch seinen sanften Einstieg besonders dafür geeignet ist, Lernende in Themen der angewandten Informatik, Webentwicklung und Kryptographie einzuführen.
Das Spiel wird durch eine anonyme Registrierung gestartet, in welcher sich Lernende auch mit GitHub oder EduSpaces anmelden können, danach arbeitet man sich durch verschiedene Aufgaben, die auf einer Karte, welche an den Weltraum erinnert, dargestellt werden. Jede gelöste Aufgabe, auf der Webseite dargestellt wie ein Planet, schaltet neue Aufgaben frei, die an Schwierigkeit zunehmen. Die Registrierung ist für alle offen, zur Hauptzielgruppe zählen Jugendliche der Klassenstufe 9 bis 13.
Entwickelt wurde das Spiel von David Li. Die erste öffentliche Vorführung fand am Tag der offenen Tür des Forschungszentrum Garching 2017 an einem offenen Stand statt. Seitdem findet das Spiel weitere Verbreitung und wird für den Unterricht empfohlen. Das Spiel bereitet vielen Lernenden und Studierenden Spaß, selbst wenn das Format etwas ungewöhnlich ist. Hack The Web wird von einer Fachgruppe der Gesellschaft für Informatik unterstützt.
Das Projekt wird ständig weiterentwickelt, z. B. mit neuen Funktionen auf der Plattform und neuen Aufgaben. Im September 2024 hatte Hack The Web 111 Aufgaben.